# Arhopala panthera
Arhopala panthera är en fjärilsart som beskrevs av Corbet 1946. Arhopala panthera ingår i släktet Arhopala och familjen juvelvingar. Inga underarter finns listade i Catalogue of Life.